# Đại dịch COVID-19 tại châu Đại Dương
COVID-19 là căn bệnh gây ra do virus corona, được ghi nhận lần đầu tiên ở thành phố Vũ Hán, Trung Quốc. Tính đến ngày 31 tháng 10 năm 2023, hai quốc gia có số ca tử vong vì COVID-19 nhiều nhất là Úc và New Zealand.
Tất cả các quốc gia ở châu Đại Dương đều đã xuất hiện trường hợp COVID-19 với Tuvalu là quốc gia cuối cùng phát hiện các trường hợp đầu tiên là vào ngày 20 tháng 5 năm 2022.
Tính đến hết ngày 13 tháng 4 năm 2024, Úc đứng đầu về số ca mắc COVID-19 cũng như số ca tử vong với 11,8 triệu ca mắc và hơn 33,000 ca tử vong.

## Đại dịch theo quốc gia
| Quốc gia             | Ngày phát hiện | Xác nhận   | Tử vong | Bài viết chính                             | Tham khảo            |
| -------------------- | -------------- | ---------- | ------- | ------------------------------------------ | -------------------- |
| Úc                   | 25-1-2020      | 11,853,144 | 24,414  | Đại dịch COVID-19 tại Úc                   | [ 3 ]                |
| New Zealand          | 28-2-2020      | 2,621,111  | 5,697   | Đại dịch COVID-19 tại New Zealand          | [ 4 ]                |
| Nouvelle-Calédonie   | 18-3-2020      | 80,064     | 314     | Đại dịch COVID-19 tại Nouvelle-Calédonie   | [ 5 ]                |
| Polynésie thuộc Pháp | 11-3-2020      | 79,254     | 650     | Đại dịch COVID-19 tại Polynésie thuộc Pháp | [ 6 ] [ 7 ]          |
| Fiji                 | 19-3-2020      | 69,117     | 885     | Đại dịch COVID-19 tại Fiji                 | [ 8 ]                |
| Papua New Guinea     | 20-3-2020      | 46,864     | 670     | Đại dịch COVID-19 tại Papua New Guinea     | [ 9 ]                |
| Micronesia           | 18-1-2021      | 26,547     | 65      | Đại dịch COVID-19 tại Micronesia           | [ 10 ] [ 11 ]        |
| Quần đảo Solomon     | 13-10-2020     | 25,954     | 199     | Đại dịch COVID-19 tại Quần đảo Solomon     | [ 12 ] [ 13 ]        |
| Samoa                | 18-11-2020     | 17,006     | 31      | Đại dịch COVID-19 tại Samoa                | [ 14 ] [ 15 ]        |
| Tonga                | 29-10-2021     | 16,950     | 13      | Đại dịch COVID-19 tại Tonga                | [ 16 ]               |
| Quần đảo Marshall    | 28-10-2020     | 16,138     | 17      | Đại dịch COVID-19 tại Quần đảo Marshall    | [ 17 ] [ 18 ]        |
| Vanuatu              | 11-11-2020     | 12,019     | 14      | Đại dịch COVID-19 tại Vanuatu              | [ 19 ] [ 20 ]        |
| Quần đảo Cook        | 3-12-2021      | 7,203      | 2       | Đại dịch COVID-19 tại Quần đảo Cook        | [ 21 ] [ 22 ]        |
| Palau                | 31-5-2021      | 6,290      | 10      | Đại dịch COVID-19 tại Palau                | [ 23 ]               |
| Nauru                | 2-4-2022       | 5,393      | 1       | Đại dịch COVID-19 tại Nauru                | [ 24 ]               |
| Kiribati             | 18-5-2021      | 5,085      | 24      | Đại dịch COVID-19 tại Kiribati             | [ 25 ] [ 26 ]        |
| Wallis và Futuna     | 16-10-2020     | 3,550      | 8       | Đại dịch COVID-19 tại Wallis và Futuna     | [ 27 ]               |
| Tuvalu               | 20-5-2022      | 2,943      | 1       | Đại dịch COVID-19 tại Tuvalu               | [ 28 ]               |
| Niue                 | 8-3-2022       | 1,059      | 0       | Đại dịch COVID-19 tại Niue                 | [ 29 ] [ 30 ] [ 31 ] |
| Tokelau              | 21-12-2022     | 80         | 0       | Đại dịch COVID-19 tại Tokelau              | [ 32 ] [ 33 ]        |
| Tổng số              |                | 14,895,771 | 33,015  |                                            |                      |

Chú thíchIn nghiêng là vùng lãnh thổ hải ngoại hoặc vùng tự trị.

## Úc

Bản đồ đại dịch COVID-19 tại Úc kể từ ngày 25 tháng 1 năm 2020

Vào ngày 25 tháng 1 năm 2020, ca nhiễm COVID-19 đầu tiên đã được phát hiện tại Victoria. Bệnh nhân là một người mang quốc tịch Trung Quốc (50 tuổi), đã đi từ Quảng Châu (Quảng Đông) đến Melbourne trên chuyến bay CZ321 của China Southern Airlines vào ngày 19 tháng 1. Ông đã được điều trị tại Trung tâm y tế Monash ở Melbourne.

## Fiji

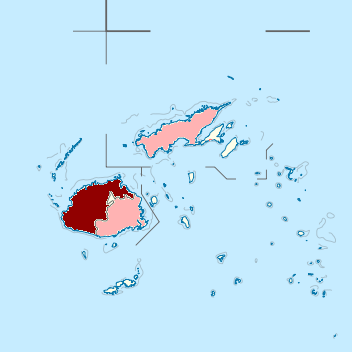
Bản đồ đại dịch COVID-19 tại Fiji kể từ ngày 19 tháng 3 năm 2020

Các ca nhiễm COVID-19 đã được ghi nhận tại Fiji vào ngày 19 tháng 3 năm 2020.

## Lãnh thổ hải ngoại của Pháp

### Polynésie thuộc Pháp
Các ca nhiễm COVID-19 được ghi nhận tại Polynésie thuộc Pháp vào ngày 11 tháng 3 năm 2020.

### Nouvelle-Calédonie
Các ca nhiễm COVID-19 được ghi nhận tại Nouvelle-Calédonie vào ngày 18 tháng 3 năm 2020.

### Wallis và Futuna
Các ca nhiễm COVID-19 được ghi nhận tại Wallis và Futuna vào ngày 16 tháng 10 năm 2020.

## Kiribati
Các ca nhiễm COVID-19 được ghi nhận tại Kiribati vào ngày 18 tháng 5 năm 2021.

## Quần đảo Marshall
Các ca nhiễm COVID-19 được ghi nhận tại Quần đảo Marshall vào ngày 29 tháng 10 năm 2020.

## Micronesia
Các ca nhiễm COVID-19 được ghi nhận tại Micronesia vào ngày 8 tháng 1 năm 2021.

## Nauru
Các ca nhiễm COVID-19 được ghi nhận tại Nauru vào ngày 8 tháng 3 năm 2022.

## New Zealand

Bản đồ đại dịch COVID-19 tại New Zealand kể từ ngày 28 tháng 2 năm 2020

New Zealand đã xuất hiện ca dương tính đầu tiên vào ngày 28 tháng 2. Một công dân New Zealand (60 tuổi) đã đến Iran, có đi qua Bali, (Indonesia) và nhập cảnh vào New Zealand vào ngày 26 tháng 2 tại Auckland. Ông đã xét nghiệm COVID-19 hai lần và cả hai đều cho kết quả âm tính, nhưng khi xét nghiệm lần thứ ba đã cho kết quả dương tính và ông đã được nhập viện tại bệnh viện thành phố Auckland. New Zealand là quốc gia thứ 48 ghi nhận trường hợp nhiễm COVID-19. Cũng trong ngày 28 tháng 2, Chính phủ đã hạn chế du lịch đối với nhiều quốc gia bao gồm cả khách du lịch đến từ Iran.

## Palau
Đại dịch COVID-19 được xác nhận đã lan sang Palau vào ngày 31 tháng 5 năm 2021.

## Papua New Guinea

Bản đồ đại dịch COVID-19 tại Papua New Guinea kể từ ngày 20 tháng 3 năm 2021

Đại dịch COVID-19 được xác nhận đã lan sang Papua New Guinea vào ngày 20 tháng 3 năm 2020.

## Samoa
Đại dịch COVID-19 được xác nhận đã lan sang Samoa vào ngày 18 tháng 11 năm 2020.

## Quần đảo Solomon
Đại dịch COVID-19 được xác nhận đã lan sang Quần đảo Solomon vào ngày 3 tháng 10 năm 2020.

## Tonga
Đại dịch COVID-19 được xác nhận đã lan sang Tonga vào ngày 29 tháng 10 năm 2021.

## Tuvalu
Các ca nhiễm COVID-19 được ghi nhận tại Tuvalu vào ngày 20 tháng 5 năm 2022.

## Lãnh thổ hải ngoại của Hoa Kỳ

### Samoa thuộc Mỹ
Đại dịch COVID-19 được xác nhận đã lan sang Samoa thuộc Mỹ vào ngày 9 tháng 11 năm 2020.

### Guam
Đại dịch COVID-19 được xác nhận đã lan sang Guam vào ngày 15 tháng 3 năm 2020.

### Quần đảo Bắc Mariana
Đại dịch COVID-19 được xác nhận đã lan sang Quần đảo Bắc Mariana vào ngày 28 tháng 3 năm 2020.

## Vanuatu
Đại dịch COVID-19 được xác nhận đã lan sang Vanuatu vào ngày 11 tháng 11 năm 2020.